# Lavérune
Lavérune település Franciaországban, Hérault megyében. Lakosainak száma 3298 fő (2022. január 1.). Lavérune Juvignac, Pignan, Saint-Georges-d’Orques, Saint-Jean-de-Védas és Saussan községekkel határos.

## Népesség
A település népességének változása:
| Lakosok száma | 954  | 1752 | 2090 | 2702 | 2795 | 3161 | 3237 | 3328 | 3330 | 3298 |
|               | 1968 | 1982 | 1990 | 2006 | 2013 | 2015 | 2017 | 2019 | 2020 | 2022 |